# Conilurus albipes
La rata conejo de pies blancos (Conilurus albipes) es una especie extinta de roedor cuya área de distribución originalmente abarcaba los bosques que iban desde Adelaida a Sídney, hasta verse restringido a la zona suroriental de Australia. Del tamaño de un pequeño gato, era considerado uno de los mayores roedores nativos del territorio australiano. 
Conilurus albipes mantenía hábitos nocturnos, y acostumbraba vivir en los árboles. De hecho, construía sus nidos (llenándolos de hojas y probablemente hierba) en las ramas huecas de eucalipto. La madre trasladaba a sus crías sujetándose éstas fuertemente a sus mamas.
Los nativos de Sídney denominaban a la rata conejo de pies blancos gnar-ruck, traduciéndose lo anterior como "conejo-galleta". Conilurus albipes constituiría un verdadero problema para las tiendas de los recién llegados colonos ingleses alrededor de 1788. 
El último espécimen de la especie fue recolectado en 1845, sin embargo, existen reportes de la misma en el periodo 1856-1857.  E. Bernie Joyce y Doug A. McCann en su obra  Burke & Wills - The Scientific Legacy of the Victorian Exploring Expedition, refieren que el animal fue visto por el médico y botánico aficionado alemán Hermann Beckler en las cercanías del sistema fluvial del río Bulloo en abril de 1861 (específicamente, en el campamento 53 de la expedición). Adicionalmente, señalan que la partida de rescate de los restos de los exploradores Robert O'Hara Burke y William John Wills de 1862 (la cual incluía al expedicionario Alfred William Howitt), recolectó un ejemplar en el sur del río Cooper. Avistamientos no confirmados de la especie siguieron registrándose incluso hasta bien entrada la década de los 30 del siglo XX. 
Entre los factores que posiblemente ocasionaron su extinción encontramos: la introducción de ratas que competirían directamente con Conilurus albipes por las fuentes de alimento (fungiendo además como vector de enfermedades para éste), la también introducción de gatos y zorros que desempeñaron muy probablemente el papel de depredadores "agresivos" de la rata conejo de pies blancos, y por último, la desaparición de la agricultura del palo incendiario que ayudaba a mantener sano el hábitat forestal del animal.